# Холодный хребет
Холодный хребет — один из трёх основных горных хребтов, наряду с Синим и Восточным Синим хребтами, слагающих западный край Сихотэ-Алиня. Это относительно низкогорный массив с преобладающими высотами 500—800 м ВУМ. На территории Кировского района Приморья в месте стыка Холодного и более мелкого Горбатого хребтов расположена безымянная вершина высотой 904 м ВУМ, другая значительная вершина — гора Богомолка высотой 568 м над уровнем моря расположена в южной части хребта.

## География и геоморфология
Хребет имеет извилистую (10—30 км) формацию, местами переходит в широкое мелкогорье (высоты от 300 до 500 м) и протянулся с севера на юг в центральной части Приморья. К западу от него параллельно тянется ещё более низкогорный Синий хребет (г. Гордеевская — 1033 м ВУМ), к югу — Восточный Синий хребет. Границу между Восточным Синим и Холодным хребтами формирует река Уссури. Сам же Холодный хребет фактически занимает межудречье двух её правых притоков — реки Дорожной (с притоком р. Откосной) и реки Крыловка. У западного склона расположены посёлки Хвищанка и Большие Ключи. В толще самих гор расположен посёлок Горный Кировского района. Хребет относится к разряду складчато-глыбовых гор на мезозойских и кайнозойских структурах; особенно активно формирование рельефа шло в неогеновом и четвертичном периоде, когда происходило сжатие и выталкивание гор, а мелкогорные участки частично представляют собой реликты доверхнемелового рельефа. Кроме того, в ходе образования Холодного хребта важный вклад внесли внедрения мелких единичных верхнемеловых интрузий и интенсивных глыбовых движений кайнозойского периода. Между Синим и Холодным хребтами лежит внутригорная Хвищанская впадина кайнозойского периода формирования.

## Флора и фауна
Климат муссонный с холодной морозной зимой (средняя температура января: −19 °C) и жарким влажным летом. Преобладают хвойные породы деревьев с небольшой примесью широколиственной древесной и кустарниковой растительности. Из птиц отмечены голубая сорока, восточная чёрная ворона (редко), большеклювая ворона. Из млекопитающих на склонах хребта встречаются лисица, барсук, рысь, енотовидная собака. Отмечены амурский тигр, уссурийский медведь, амурский горал, бурундук, белки и другие типичные дальневосточные виды. Из птиц встречаются беркут, филин, ястребиный сыч. B темнохвойных лесах на участках избежавших чрезмерных вырубок и лесных пожаров на высотах около 600—800 м отмечается восточная зелёная пеночка (Phylloscopus plumbeitarsus).